# 楊啟東
楊啟東（1906年11月8日—2003年7月5日）是一名臺灣臺中市豐原人，水彩畫家、油畫家、教育家和藝術評論家。

## 沿革
楊啟東於1906年生於臺中縣豐原圳寮，在就讀葫蘆墩公學校期間自修俳句、和歌、短詩和新體，1918年，他於《少年雜誌》上發表作品，並自此後進入臺灣總督府臺北師範學校美術科，師從石川欽一郎以奠定繪畫基礎。
1925年畢業後，與同期生大都前往日本繼續深造不同，楊啟東因父親楊萬壽的榖類和木材業生意遭挫，使其無法赴日進修。他因而選購日本美術相關出版書籍自修，於同年前往北屯公學校（今臺中市北屯區北屯國民小學）擔任美術教職。1927年10月，楊啟東以〈黃昏的貯木池〉水彩作品入選第一回臺灣美術展覽會，1928年以〈滯船〉一作入選第二回臺灣美術展覽會西洋畫部，此後曾多次入選臺、府展十次，亦任臺中州學校美術展審查員。1928年後，楊啟東奉調到霧峰公學校（今臺中市霧峰區霧峰國民小學）任教；1931年轉任豐原公學校（今臺中市豐原區豐原國民小學），同年和陳繡婚結婚。
戰後，楊啟東繼續在省立臺中商業職業學校（今國立臺中科技大學）教授美術長達18年，在此期間培養部分畫家，包括趙宗冠、羅秀雄、游朝輝、紀慧明和施純孝等人，對臺灣中部藝壇產生了深遠影響。1954年，楊啟東與其他藝術家林之助、顏水龍、陳夏雨、葉火城、洪孔達等人共同創立臺灣中部美術協會。該協會每年舉辦會員聯展和公募展，此外，楊啟東亦在1976年與馬朝成、羅秀雄創辦了「春秋美術會」，1977年創立「中部水彩畫會」，參與主導「中部美展」等藝文展覽的籌備，而積極參與在臺中地區的藝術推廣。
退休後，楊啟東仍居住在臺中市西區林森路的學校宿舍，始終都保持寫生的習慣，2000年，楊啟東將一生珍藏的作品由楊啟東次子、任教臺灣大學數學系楊維哲代表捐贈予國立臺灣大學，並於2000年12月22日舉辦「真情浪漫─楊啟東繪畫精品展」。
楊啟東於2003年7月於長辭於臺北市，享耆壽98歲，臺灣大學後於2004年4月20日將其775件作品捐贈國立台灣美術館典藏。2010年，臺中市文化局與財團法人台中市文教基金會共同在臺中市役所舉辦「台灣畫壇『孤獨的勇者』－楊啟東紀念展」。

## 風格
楊啟東早期以水彩畫為主，後期則轉向油畫，其不透明水彩畫風格。在創作風格歷程可分為三階段。其創作題材共包括花、夜景、廟宇、百美圖、百景圖，同時嘗試過國畫和書法創作。其作品因詳實記錄了臺灣1930年至戰後時期至今的鄉土，人文的關懷而成為本土藝壇的重要代表者之一。且擅長運用不透明水彩，表現鄉土樸實厚重氛圍，同時楊啟東亦常於專刊雜誌發表藝術相關評論文章。
楊啟東曾畫下許多的漢式廟宇建築
，其作品亦入選過五次日本大潮會展、三次巴西圣保罗双年展、六次入選法國藝術家沙龍，其中1965年作品《陶窯》則獲法國藝術家沙龍銅牌獎。

## 外部連結
- 「臺灣本土老畫家─楊啟東」專題展覽網站 （页面存档备份，存于）
- 楊啟東-臺中市美術家資料館藝文資源庫 （页面存档备份，存于）
- 楊啟東-國立臺灣藝術大學 （页面存档备份，存于）